# Kopparbruket i Bersbo

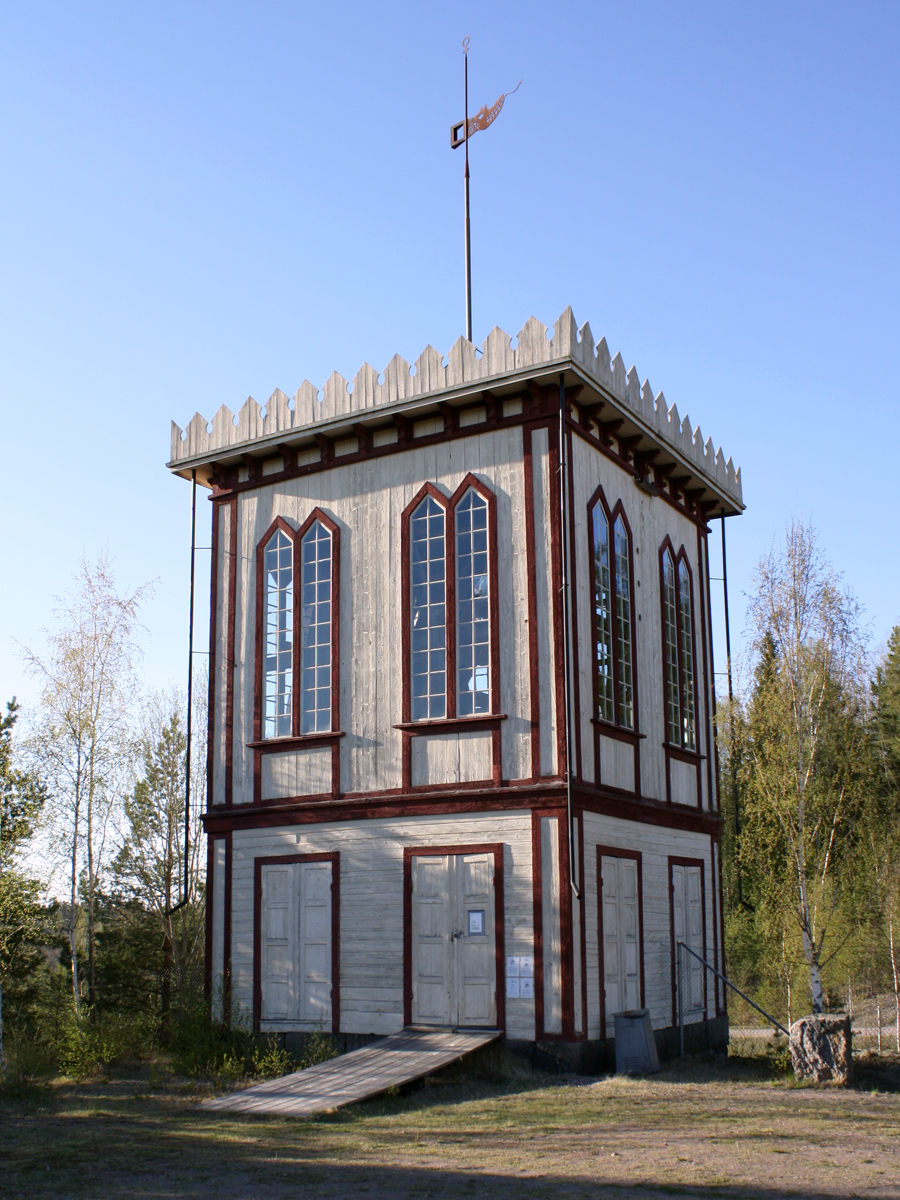
Storgruvans lave, 2012

Kopparbruket i Bersbo, även benämnt som Bersbo koppargruvor, ligger i Bersbo i Åtvidabergs kommun i Östergötland.

## Nutid
Fram till oktober 2007 fanns här Bersbo metallgjuteri som bland annat göt skeppsklockan till Ostindiefararen Götheborg. Laven vid Storgruvan är idag renoverad och härbärgerar en utställning som handlar om gruvlivet.
Idag finns det en förening i Bersbo som arbetar aktivt med att bevara kulturen i Bersbo.

## Historik
Enligt sägnen upptäcktes gruvan av en vallpiga vid namn Katarina, som vid ett tillfälle sparkade upp en reva i mossan och såg att det glimmade till. På den platsen anlade man sedan en gruva, som fick namnet Katarinagruvan. Då gruvan visade sig vara rik på malm och flera gruvor tillkommit i fältet, byttes namnet till Storgruvan.
Brytningen påbörjades redan under 1500-talet, då gruvdrift idkades bland annat av biskop Hans Brask. 
Gruvan lades dock snart öde, och då Daniel Tilas 1764 lät undersöka malmådern hade den då sedan så länge någon kunde minnas legat övergiven. I takt med Storgruvans bearbetande upptogs nya dagöppningar för brytning av samma åder, Bondgruvan och Steffenburgsgruvan.
År 1781 ägdes hela kopparbruket av Johan Adelswärd och hans hustru, som då bildade fideikommisset Baroniet Adelswärd som kom att äga många gruvor i länet däribland Fångö koppargruva ute i Gryts skärgård.
Som mest bodde det i Bersbo ca 1 200 personer samtidigt. Runt gruvan växte samhället Bersbo upp. 
År 1857 invigdes Östergötlands första järnväg mellan Bersbo och Åtvidaberg för att underlätta transporterna av kopparmalm från gruvorna ner till Åtvidaberg. Loken döptes till Åtvidaberg och Bersbo. 
Vid Världsutställningen i Paris 1889 fick Bersbo pris för sin koppar. 
År 1902 upphörde den industriella kopparhanteringen i Åtvidaberg, vilket också innebar slutet för Bersbo som gruvsamhälle. Sammanlagt togs det upp ca 35 000 ton kopparmalm under åren i Bersbo. Det fanns även en liten silvergruva men inga större mängder bröts. 

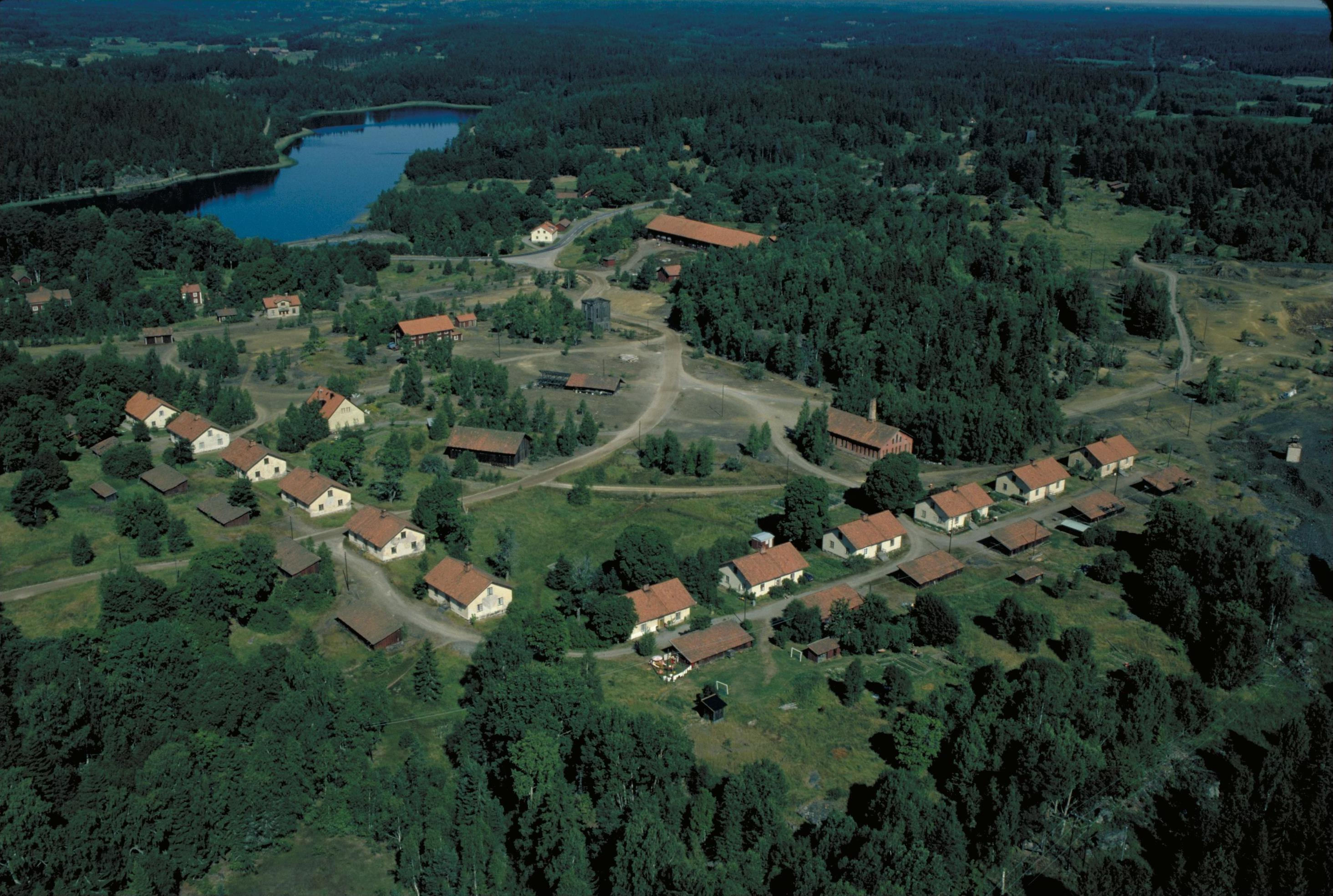
Bersbo by, troligen i början av 1980-talet. Foto: Pål-Nils Nilsson

Under 1850- och 1860-talen var det Sveriges störst producerande kopparbruk.    
Marken ägs än idag av släkten Adelswärd.